# TVP Historia
TVP Historia — познавательный телеканал Польского телевидения, начавший вещание 3 мая 2007. Специализируется на познавательных программах и сериалах на историческую тематику. Использует как передачи производства Польского телевидения, так и зарубежные (архив телепередач и телефильмов доступен также и на официальном сайте).

## История
2 августа 2006 в Государственный совет по радиовещанию и телевидению была подана заявка на предоставление лицензии новому телеканалу TVP, которая была удовлетворена. Вещание нового телеканала началось 3 мая 2007 и велось с 15:00 по 23:00. С 25 июня 2007 телеканал работает по будням с 10 утра и до полуночи, а по выходным с 8 утра и до полуночи (количество повторов уменьшилось). С сентября 2008 года на телеканале появились иностранные программы с субтитрами на польском.
В январе 2011 года Государственный совет начал процесс преобразования телеканала TVP Historia в TVP Dokument по причине низкого рейтинга телеканала. Процесс до сих пор продолжается, а телеканал TVP Dokument пока вещает как отдельный.

## Некоторые передачи
- Битвы, конфликты, войны (пол. Bitwy, konflikty, wojny) — программа о военной истории.
- Скандалы (пол. Kontrowersje) — программа о загадках истории Польши и мира, а также различных версиях загадочных событий. Ведущий — Рафал Земкевич.
- У истоков цивилизации (пол. U źródeł cywilizacji) — программа, посвящённая истории цивилизации, религии и Церкви. Ведущие — Роберт Текиели и отец Мацей Зенба, монах ордена доминиканцев.
- Сила бессильных (пол. Siła Bezsilnych) — программа о диссидентах Польской народной республики и антикоммунистическом движении. Ведущие: Йожеф Рушар и Томаш Терликовский.
- Было или не было (пол. Było nie było) — сатирическая программа на историческую тему. Ведущие — Ян Петжак и Марцин Вольский.
- Кулисы Третьей Речи Посполитой (пол. Kulisy III RP) — программа об истории Польши после 1989 года. Ведущий — профессор Антоний Дудка, работающий в Институте национальной памяти.
- Портал (пол. Portal) — исторический журнал для широкой аудитории, в котором в форме фельетонов и забавных рассказов излагаются интересные факты об истории.
- Из архивов ПНР (пол. Z archiwów PRL-u) — программа о новейшей истории Польши, работе Института национальной памяти, центра популяризации истории KARTA и всех, кто участвует в подобной деятельности.
- Заметки (пол. Notacje) — программа о новейшей истории, составленная в форме интервью свидетелей тех событий.
- Исторические повороты (пол. Zakręty dziejów) — программа о важнейших событиях всемирной истории, изменивших её ход. Ведущий — Пётр Семка.
- Деяния поляков (пол. Dzieje Polaków) — программа о династиях, правивших Польшей на протяжении веков. Ведущий — Войцех Рещиньский.
- Поединок (пол. Pojedynek) — ток-шоу. Ведущие: Славомир Сераковский и Рафал Земкевич.
- Почему это с нами случилось? (пол. Po co nam to było…?) — ток-шоу, в котором обсуждаются цензура, мода, спорт, пропаганда и кумиры минувших лет. Каждый выпуск представляет собой своеобразную лекцию на тему истории. Ведущий — Ян Петржак.
- Словарь ПНР (пол. Leksykon PRL) — образовательная программа об истории Польской народной республики.
- За чужие деньги (пол. Za obce pieniądze) — цикл документальных фильмов о польских шпионах и агентах разведки. Ведущий — Рафал Земкевич.
- История и фильм (пол. Historia i film) — программа, в которой группа экспертов смотрит один из исторических фильмов Польши и обсуждает его соответствие историческим реалиям. Ведущий — Кжиштоф Клопотовский.
- История и документ (пол. Historia i dokument) — цикл лучших документальных фильмов Польши и мира.
- Энциклопедия Солидарности (пол. Encyklopedia Solidarności) — цикл трёхминутных репортажей о деятелях движения «Солидарность».
- Спасибо за Солидарность (пол. Dziękujemy za Solidarność) — цикл короткометражных фильмов, посвящённых польским диссидентам.
- Проклятые места (пол. Miejsca przeklęte) — цикл документальных фильмов о необыкновенных событиях, влиявших на общественное мнение в Польше в послевоенные годы.
- Свидетели неизвестных историй (пол. Świadkowie nieznanych historii) — программа о событиях послевоенных лет, о которых было мало известно общественности, а также было запрещено упоминать в прессе. В программе оглашаются официальные документы и рапорты тех времён. Руководители передачи сотрудничают с Институтом национальной памяти.
- История Третьей Речи Посполитой (пол. Historia III RP) — документальный сериал, сопровождающийся комментариями историков, политиков и публицистов.
- Письма в ПНР (пол. Listy do PRL-u) — цикл документальных передач о жизни обычного жителя Польской Народной Республики. Используются архивы Щецинского отделения Польского телевидения.
- Сокровщина Ясны-Гуры. Люди и подарки (пол. Skarby Jasnej Góry. Ludzie i dary) — документальный сериал об истории Ясны-Гуры и монашеском ордене паулинов.
- Загадки тех лет (пол. Zagadki tamtych lat) — документальная программа, целью которой является раскрытие тайн истории Польши и мира.
- Вкус традиции (пол. Smak tradycji) — цикл культурологических программ о древнеславянских быте, обрядах и традициях, а также польской народной культуре.
- Тени ПНР (пол. Cienie PRL-u) — программа, которая занимается изучением малоизвестных фактов из истории социалистической Польши и рассматривает раритетные документы вместе с сотрудниками Института национальной памяти. В каждом выпуске передачи участвуют свидетели обсуждаемых событий. Ведущий — Бронислав Вильдштейн.
- 20 лет спустя (пол. 20 lat minęło) — программа о событиях в истории Польши после 1989 года. В программе встречаются фрагменты передач «Польские звери» (пол. Polskie Zoo) и «Политическая новогодняя кроватка» (пол. Polityczna szopka noworoczna). Ведущий — Марцин Вольский.
- Спор об истории (пол. Spór o historię) — публицистическая программа об исторических спорах. Ведущий — Мацей Закроцкий.